# LG Innotek

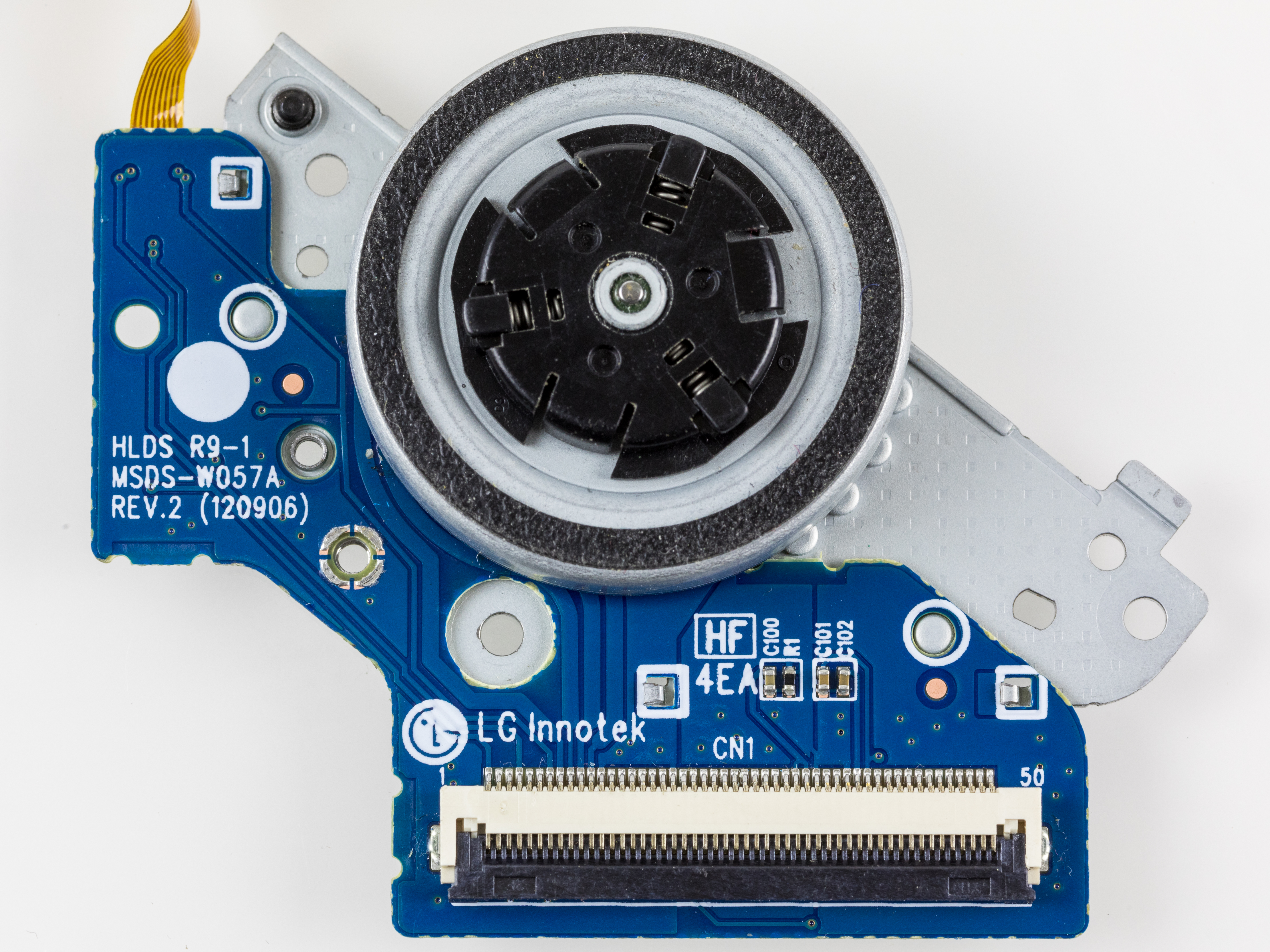
Двигун LG Innotek у DVD-приводі Hitachi-LG Data Storage

LG Innotek Co., Ltd. ( кор.: хангиль: 엘지이노텍 주식회사 ), дочірня компанія LG Group, є виробником електронних компонентів зі штаб-квартирою в Сеулі, Південна Корея. LG Innotek виробляє основні компоненти мобільних пристроїв, автомобільних дисплеїв, напівпровідників, сенсорів тощо. Більшу частину доходу компанія отримує від продажу модулів камери для iPhone.

## Історія
LG Innotek була заснована як Goldstar Precision у 1970 році. LG Innotek виділила свій оборонний бізнес, NEXFuture1, і продала його LIG Group у 2004 році. У липні 2009 року LG Innotek об'єдналася з LG Micron, ще одним підрозділом LG Group, що виробляє компоненти.

## Зовнішні посилання
- Офіційний сайт
- Бізнес-дані для LG Innotek:   - Bloomberg
  - Google
  - Reuters
  - Yahoo!